# Próxima Estación: Esperanza
Próxima Estación: Esperanza (z hiszp. „Następna stacja: Nadzieja”) – album francuskiego muzyka Manu Chao zawierający 17 utworów. Ukazał się nakładem wydawnictwa Virgin, 5 czerwca 2001 roku. Z płyty pochodzą single: Merry Blues, Me Gustas Tu i Mr. Bobby.

## Lista utworów
1. Merry Blues
2. Bixo
3. Eldorado 1997
4. Promiscuity
5. La Primavera
6. Me Gustas Tu
7. Denia
8. Mi Vida
9. Trapped By Love
10. Le Rendez Vous
11. Mr. Bobby
12. Papito
13. La Chinita
14. La Marea
15. Homens
16. La Vacaloca
17. Infinita Tristeza